# Dreifaltigkeitskirche (Ljubljana)
Die Ursulinenkirche der Heiligen Dreifaltigkeit offiziell Pfarrkirche Hl. Dreifaltigkeit (slowenisch: Župnijska cerkev svete Trojice), auch bekannt als Nonnenkirche (Nunska cerkev), ist eine römisch-katholische Pfarrkirche im Stadtbezirk Center von Ljubljana, der Hauptstadt Sloweniens. Sie ist Teil des Ursulinenklosters an der Slowenischen Straße (Slovenska cesta) und bildet die westliche Begrenzung des  Kongressplatz in der Laibacher Altstadt.

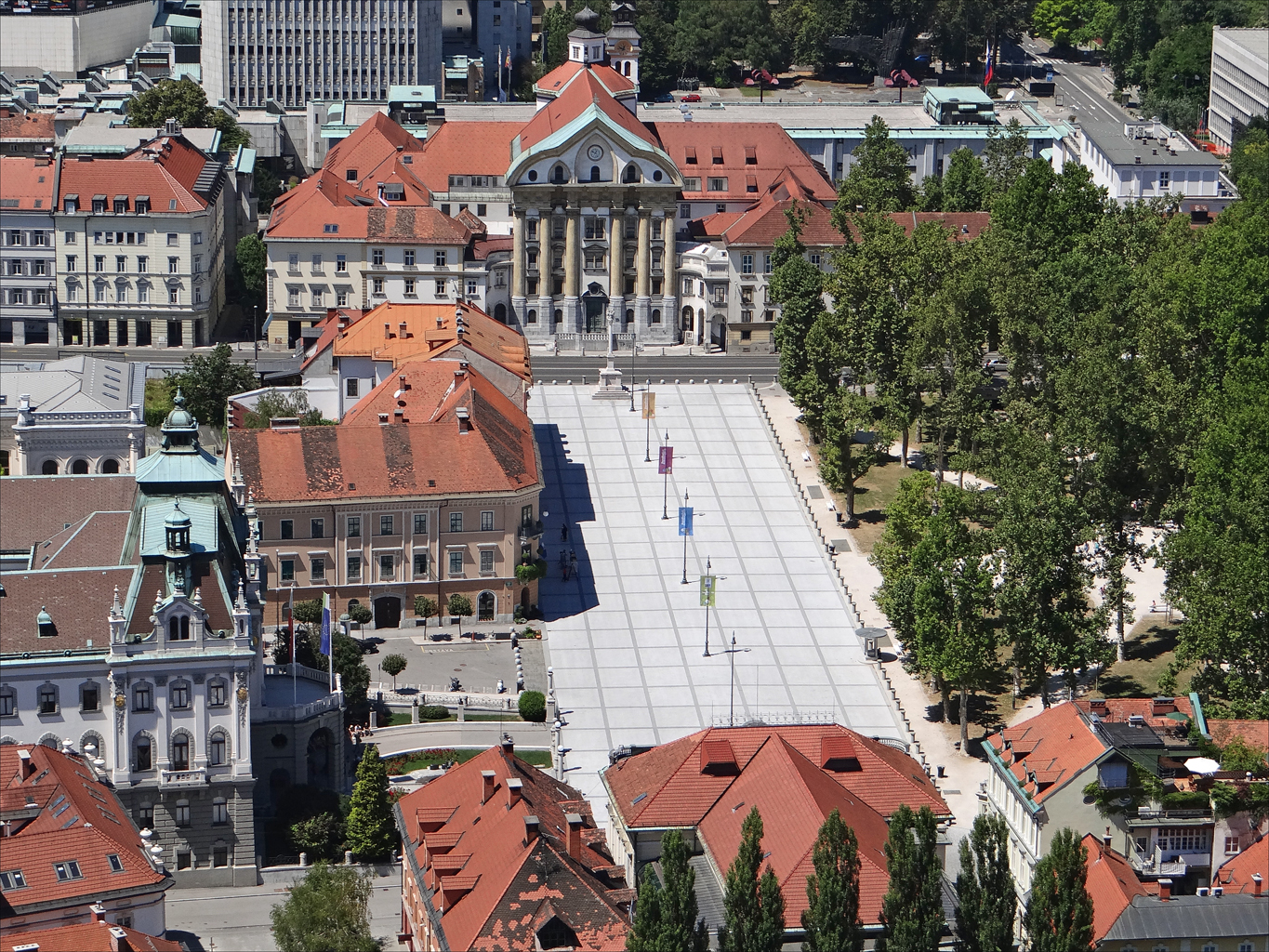
Dreifaltigkeitskirche mit Ursulinenkloster am Kongressplatz in Ljubljana

## Geschichte
Die Ursulinen kamen 1702 aus Görz nach Laibach und ließen sich im folgenden Jahr in der Nähe des heutigen Klostergebäudes nieder. 1707 kaufte ihnen der Stifter Jakob von Schellenburg Grundstücke aus dem Besitz der Familien Auersperg und Eggenberg und 1709 das benachbarte Landtanzhaus (Ballhaus), in dem  provisorisch Kloster und Kirche errichtet wurde. Die heutigen Gebäude wurde ab 1713 nach den Plänen von Carlo Martinuzzi erbaut; bis 1718 entstand der Nordtrakt und in den Jahren 1718 bis 1726 die Klosterkirche.

## Heutiges Erscheinungsbild
Das Äußere der von Klostertrakten umgebenen Kirche zeichnet sich vor allem durch ihre monumentale, wellenförmige Fassade aus, die in vier Stockwerken zwischen den Halbsäulen mit Fenstern durchbrochen ist. Der charakteristischen Giebel wurde nach dem Vorbild des römischen Architekten Francesco Borromini entworfen.
Der ursprüngliche Glockenturm wurde nach dem Erdbeben von 1895 abgerissen und durch einen neuen ersetzt. Die Treppen mit Balustraden vor dem Kircheneingang wurden in den Jahren 1930–31 nach Plänen von Jože Plečnik gebaut. Bei der Gestaltung des Platzes der Republik wurden das Kloster stark umgebaut und der Klostergarten vollkommen zerstört.
Das Kircheninnere ist im Unterschied zu vielen anderen Barockkirchen nicht bemalt, es enthält allerdings eine Reihe bedeutender Kunstwerke. Der Hochaltar aus mehrfarbigem afrikanischen Marmor wurde in den Jahren 1730 bis 1740 von Francesco Robba geschaffen. Bekannt sind  auch die folgenden Werke  „Maria mit Heiligen“, „Der hl. Ludwig von Toulouse“ und „Der hl. Bonaventura“, die von Jacopo Palma dem Jüngeren gemalt wurden, sowie „Die hl. Ursula“ und „Der hl. Augustinus“, beides Werke von Valentin Metzinger.